# 24948 Babote
24948 Babote è un asteroide della fascia principale. Scoperto nel 1997, presenta un'orbita caratterizzata da un semiasse maggiore pari a 2,8049513 UA e da un'eccentricità di 0,0941006, inclinata di 8,38269° rispetto all'eclittica.
L'asteroide è dedicato all'osservatorio della Babotte.